# Andreas Isser
Andreas Isser (* 19. Jahrhundert; † 19. Jahrhundert) war ein Siebenbürger Lexikograf und Sprachdidaktiker,  Romanist und Rumänist.

## Leben und Werk
Von Isser (oder Iszer, Ißer, Iser) wissen wir nur, was aus seinen Werken hervorgeht. 1846 bezeichnete er sich als Fabrikdirektor. In Kronstadt (Brașov) publizierte er 1846 eine rumänische Sprachlehre für Deutsche, die 1855 in zweiter Auflage erschien. Ebenda veröffentlichte er 1850 ein rumänisch-deutsches Wörterbuch, das 1971 und 1988 nachgedruckt wurde.
Im Vorwort zu diesem Wörterbuch spricht er davon, in sechs Jahren Arbeit auch ein deutsch-rumänisches Wörterbuch von 40.000 Einträgen verfasst zu haben. Da dieses Wörterbuch unter seinem Namen nicht erschienen ist, darf angenommen werden, dass sein Inhalt von George Bariț und Gavriil Munteanu für ihr Deutsch-romänisches Wörterbuch von 1853 bis 1854 benutzt wurde, umso mehr, als sein Name in dessen Vorwort kurz erwähnt wird.

## Werke
- Walachische Sprachlehre für Deutsche, gedruckt bei Johann Gött, Kronstadt 1846, 252 Seiten (http://reader.digitale-sammlungen.de/de/fs1/object/display/bsb10588421_00005.html)
  - Walachische oder romänische Sprachlehre für Deutsche, Kronstadt 1855, 256 Seiten (http://reader.digitale-sammlungen.de/de/fs1/object/display/bsb10588422_00005.html)
- Walachisch-deutsches Wörterbuch, Kronstadt 1850, Niederwalluf 1971, Vaduz 1988, 274 Seiten (http://reader.digitale-sammlungen.de/de/fs1/object/display/bsb10588423_00005.html)